# Jean-Charles Davillier

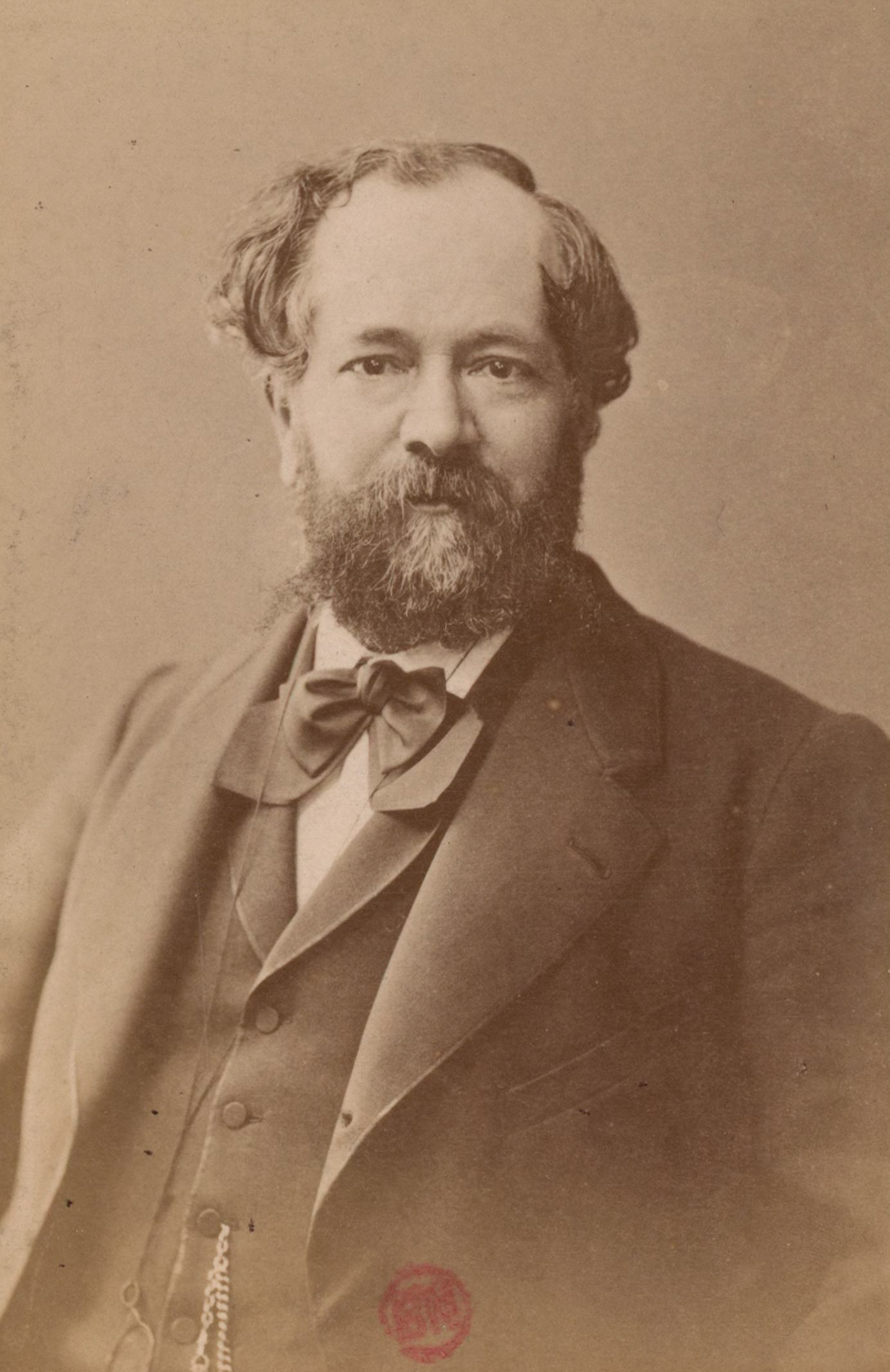
Jean-Charles Davillier

Jean-Charles Davillier (17. Mai 1823, Rouen – 1. März 1883, Paris) war ein französischer Baron, Kunstsammler und Schriftsteller.

## Biografie
Jean-Charles Davillier war der Enkel des Bankiers Jean Charles Joachim Davillier. Sein Wohlstand ermöglichte ihm, Kunstgegenstände und wertvolle Bücher zu sammeln. 
Von 1833 bis 1840 besuchte er die Schulen Collège Stanislas und Collège Saint-Louis in Paris. Um 1840 trat er eine Ausbildungsstelle bei seinem Onkel, dem Fabrikanten Édouard Davillier, in Gisors an. Dieser beauftragte ihn mit Reisen für seine Manufaktur. Von 1861 bis 1862 unternahm er gemeinsam mit Gustave Doré eine Reise nach und durch Spanien. Sein Reisebericht mit Illustrationen von Gustave Doré erschien zunächst in Fortsetzungsform in der Zeitschrift Nouveau journal des voyages und 1874 als Buch.
Neben diesem seinem bekanntesten Werk publizierte er eine Reihe anderer Schriften.
1865 lieh er der Ausstellung rétrospective des beaux-arts appliqués à l'industrie 73 Objekte. Im selben Jahr heiratete er Désirée-Élisa Drouard. 1873 verlieh er zahlreiche Objekte an die Special Loan Exhibition of Decorative Art Needlework im Londoner South Kensington Museum und im Victoria and Albert Museum. 1875 erwarb er sein luxuriöses Stadthaus in der Rue Pigalle. Regelmäßig fanden sich dort montags Künstler, Schriftsteller und Musiker bei ihm ein. 1878 leitete er die Sektion für Tapeten, Möbel und Stoffe in der Ausstellung im Trocadéro und lieh ihr zahlreiche Objekte. 1881 lieh er erneut 48 Objekte an das South Kensington Museum und das Victoria and Albert Museum, diesmal für die Ausstellung spanischer und portugiesischer ornamentaler Kunst.
Mit seinem Testament von 1883 vermachte er seine Sammlungen dem Louvre, der Bibliothèque nationale de France und der Manufacture royale de porcelaine de Sèvres.
Jean-Charles Davillier liegt im Friedhof Père-Lachaise in Paris begraben.